# 打嚴嵩
《打嚴嵩》別稱《開山府》，是一齣改編自歷史題材的京劇劇目。

## 背景设定及剧情梗概
明朝嘉靖年間，内閣首輔嚴嵩、嚴世藩父子目無王法，以世宗之名打壓朝中重臣，排除異己，民不聊生。嚴嵩自造密室，打造九龍王冠，私藏府兵，欲謀朝篡位。監察御史鄒應龍乃忠義人士，他聯合同年與開國功勛开平郡王常遇春之後常宝童密謀搜羅罪證，扳倒嚴嵩。鄒應龍將嚴府密室工匠邱某和马某诱入开山王府软禁，成爲關鍵人證。而後，嚴嵩在鐵證前終認罪伏法。

## 真實背景
此京劇改編自明朝歷史上的真實事件。《明史》雖并未記載鄒應龍打嚴嵩泄憤一事，但嚴黨跋扈，並確實因監察御史鄒應龍（字云卿）彈劾成功而倒臺。其對嘉靖皇帝上疏，指工部严世蕃“憑藉父親專權奪利不知滿足，私下擅自封賞爵位廣致賄賂”，而後請求將嚴嵩辭任，並下其子诏狱，以正世道。